# Karel Verhoeven
Karel Verhoeven (1970) is een Belgisch journalist en redacteur.

## Levensloop
Verhoeven studeerde Germaanse filologie aan de Rijksuniversiteit Gent. In 1991 studeerde hij een jaar aan de Universiteit van Catania en in 1993 behaalde hij een master's degree 'political philosophy and European politics' aan de Universiteit van Hull. In 2006 ten slotte behaalde hij aan de Universiteit Gent een PhD in de taal- en letterkunde.
In 1995 ging hij aan de slag op de stadsredactie van De Gentenaar, waar hij de politie en justitie opvolgde. Vervolgens werd hij reporter op de nieuwsdienst van Het Nieuwsblad. In 2000 maakte hij de overstap naar De Standaard, waar hij achtereenvolgens werkzaam was als reporter voor de cultuurredactie en de weekendkrant.
In 2009 werd hij aangesteld als chef weekendkrant. Op 1 september 2010 werd hij naast Bart Sturtewagen hoofdredacteur van De Standaard. In 2013 werd hij alleen algemeen hoofdredacteur van de krant.
- Bibsys: 90788400
- International Standard Name Identifier: 0000 0000 6280 7871
- Nederlandse Thesaurus van Auteursnamen: 121956512
- Virtual International Authority File: 89613656
- WorldCat: E39PBJfRG6fJp3Q8BJbTR6hT73